# Упуст
Упуст (пол. Upust) — річка в Польщі, у Домровському й Малецькому повітах Малопольського і Підкарпатського воєводства. Права притока Бреня, (басейн Балтійського моря).

## Опис
Довжина річки приблизно 22,44 км, найкоротша відстань між витоком і гирлом — 17,25  км, коефіцієнт звивистості річки — 1,30 . Формується притокою та багатьма безіменними струмками.

## Розташування
Бере початок на північно-східній стороні від села Нова Ястшомбка. Спочатку тече переважно на північний захід через Смикув, Радгощ, Ринек. У селі Бжезувка повертає на північний схід, тече через Забрне (гміна Щуцин) і у селі Косувка (гміна Вадовіце-Ґурне) впадає у річку Брень, праву притоку Вісли.

## Притоки
- Демба (права).

## Цікавий факт
- Ця річка невелика, але представляє дуже велику загрозу для населених пунктів, що лежать над нею, оскільки під час відлиги та підвищених опадів вони зазнають затоплення[4].